# Ersa (divinità)

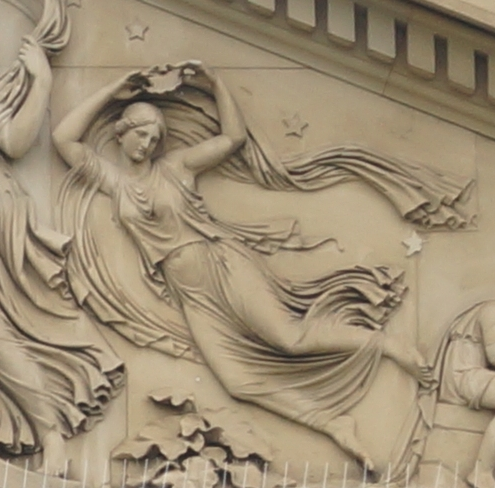
Ersa aleggia dietro sua madre Selene e bagna la terra con la rugiada di una conchiglia. Friedrich Distelbarth: Rilievo di Artemis Selene (1830), particolare.

Ersa ( Ἔρσα, Érsa oppure  Ἕρση, Hérsē), nella mitologia greca, è la dea e personificazione della rugiada.
Viene indicata come una figlia di Zeus e Selene, e pertanto sorella di Pandia, con la quale è talvolta identificata.